# 2. Liga Interregional
2. Liga Interregional es la quinta categoría del fútbol suizo. La división está dividida en 6 grupos de 14 equipos cada uno. Los grupos están hechos según la situación geográfica.

## Equipos 2017/18

### Grupo 1
| - CS Chênois - FC Bex - Signal FC Bernex-Confignon - FC UGS Genève - FC Conthey - CS Interstar GE - Monthey | - Montreux-Sports - US Terre Sainte - FC Chippis - Servette U-21 - FC Perly-Certoux - FC Collex-Bossy - FC Veyrier Sports |

### Grupo 2
| - CS Romontois - Bulle - FC Boudry - FC Colombier - FC Dardania Lausanne - FC Echichens - FC Farvagny/Ogoz | - FC Genolier-Begnins - FC La Sarraz-Eclépens - FC La Tour/Le Pâquier - FC Richemond FR - FC Stade-Payerne - FC Thierrens - FC Vallorbe-Ballaigues |

### Grupo 3
| - FC Allschwil - FC Bern - FC Biel-Bienne - SC Binningen - SC Dornach - FC Konolfingen - FC Lerchenfeld | - FC Liestal - FC Moutier - FC Muri-Gümligen - FC Prishtina Bern - FC Reinach - Tavannes/Tramelan - AS Timau Basel |

### Grupo 4
| - FC Altdorf - FC Ascona - FC Brunnen - FC Eschenbach - Goldau - Hergiswil - FC Hochdorf | - FC Ibach - FC Locarno - FC Lugano U-21 - AS Novazzano 1968 - FC Perlen-Buchrain - FC Sarnen - AC Taverne |

### Grupo 5
| - FC Biberist - FC Blue Stars Zürich - FC Dietikon - FC Dulliken - FC Muri - FC Olten - NK Pajde Möhlin | - FC Rothrist - SC Schöftland - Schöftland - Team Aargau U-21 - FC Wangen bei Olten - Wettingen 93 - FC Wohlen U-23 |

### Grupo 6
| - FC Bazenheid - FC Buchs - Chur 97 - FC Dübendorf - FC Einsiedeln - FC Frauenfeld - FC Freienbach | - FC Kreuzlingen - FC Linth 04 - FC Rüti - FC Schaffhausen II - FC Uzwil - FC Wil 1900 U-20 - FC Winkeln SG |